# Landkreis Fürstenfeldbruck
Landkreis Fürstenfeldbruck is een Landkreis in de Duitse deelstaat Beieren. De Landkreis telt 218.740 inwoners (31 december 2020) op een oppervlakte van 434,78 km². Kreisstadt is de gelijknamige stad.

## Steden en gemeente
De volgende steden en gemeenten liggen in de Landkreis:
| Stad 1. Fürstenfeldbruck 2. Germering 3. Olching 4. Puchheim Verwaltungsgemeinschaften 1. Grafrath (Gemeenten Grafrath, Kottgeisering en Schöngeising) 2. Mammendorf (Gemeenten Adelshofen, Althegnenberg, Hattenhofen, Jesenwang, Landsberied, Mammendorf, Mittelstetten en Oberschweinbach) | Duitse gemeenten 1. Adelshofen 2. Alling 3. Althegnenberg 4. Egenhofen 5. Eichenau 6. Emmering 7. Grafrath 8. Gröbenzell 9. Hattenhofen 10. Jesenwang 11. Kottgeisering 12. Landsberied 13. Maisach 14. Mammendorf 15. Mittelstetten 16. Moorenweis 17. Oberschweinbach 18. Schöngeising 19. Türkenfeld |

Aichach-Friedberg · Altötting · Amberg · Amberg-Sulzbach · Ansbach (stad) · Landkreis Ansbach · Aschaffenburg (stad) · Landkreis Aschaffenburg · Augsburg (stad) · Landkreis Augsburg · Bad Kissingen · Bad Tölz-Wolfratshausen · Bamberg (stad) · Landkreis Bamberg · Bayreuth (stad) · Landkreis Bayreuth · Berchtesgadener Land · Cham · Coburg (stad) · Landkreis Coburg · Dachau · Deggendorf · Dillingen an der Donau · Dingolfing Landau · Donau-Ries · Ebersberg · Eichstätt · Erding · Erlangen · Erlangen-Höchstadt · Forchheim · Freising · Feyung-Grafenau · Fürstenfeldbruck · Fürth (stad) · Landkreis Fürth · Garmisch-Partenkirchen · Günzburg · Haßberge · Hof (stad) · Landkreis Hof · Ingolstadt · Kaufbeuren · Kelheim · Kempten im Allgäu · Kitzingen · Kronach · Kulmbach · Landsberg am Lech · Landshut (stad) · Landkreis Landshut · Lichtenfels · Lindau · Main-Spessart · Memmingen · Miesbach · Miltenberg · Mühldorf am Inn · München · Landkreis München · Neuburg-Schrobenhausen · Neumarkt in der Oberpfalz · Neurenberg · Neustadt an der Aisch-Bad Windsheim · Neustadt an der Waldnaab · Neu-Ulm · Nürnberger Land · Oberallgäu · Ostallgäu · Passau (stad) · Landkreis Passau · Pfaffenhofen an der Ilm · Regen · Regensburg (stad) · Landkreis Regensburg · Rhön-Grabfeld · Rosenheim (stad) · Landkreis Rosenheim · Roth · Rottal-Inn · Schwabach · Schwandorf · Schweinfurt (stad) · Landkreis Schweinfurt · Starnberg · Straubing · Straubing-Bogen · Tirschenreuth · Traunstein · Unterallgäu · Weiden in der Oberpfalz · Weilheim-Schongau · Weißenburg-Gunzenhausen · Wunsiedel im Fichtelgebirge · Würzburg (stad) · Landkreis Würzburg
Adelshofen ·
Alling ·
Althegnenberg ·
Egenhofen ·
Eichenau ·
Emmering ·
Fürstenfeldbruck ·
Germering ·
Grafrath ·
Gröbenzell ·
Hattenhofen ·
Jesenwang ·
Kottgeisering ·
Landsberied ·
Maisach ·
Mammendorf ·
Mittelstetten ·
Moorenweis ·
Oberschweinbach ·
Olching ·
Puchheim ·
Schöngeising ·
Türkenfeld